# Punta de la Banya

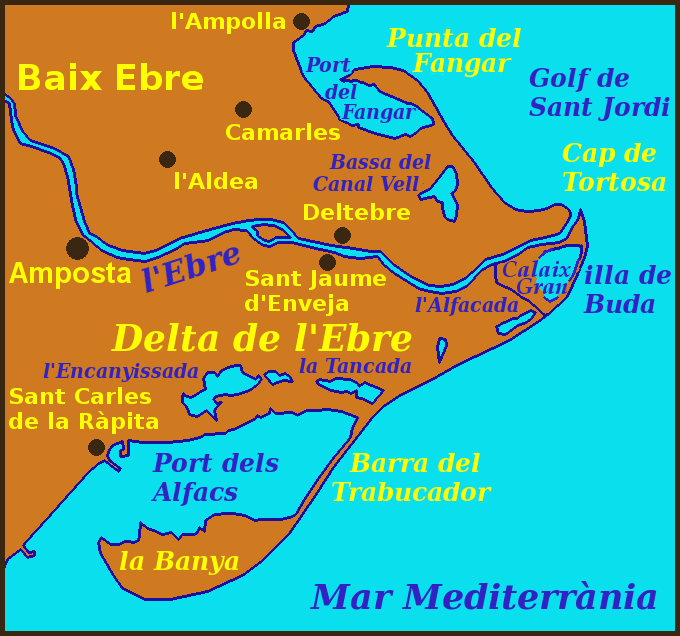
Punta de la Banya

La punta de la Banya és una península que configura l'àrea natural més extensa del delta de l'Ebre situada al seu extrem meridional. S'estén davant de la costa de la Ràpita, municipi del qual forma part, i està unida al delta de l'Ebre a través de la barra del Trabucador. Tot aquest conjunt delimita l'espai marítim que es coneix com a badia dels Alfacs i, a la vegada, constitueix el port natural més gran d'Europa. Es tracta d'una península situada a l'hemidelta sud que ocupa aproximadament 2.700 ha, una part de les quals estan sota concessió per a l'explotació de sal (les anomenades Salines de la Trinitat). El relleu que presenta és molt pla i acostuma a inundar-se amb les pujades del nivell del mar i els temporals. Els calentadors i cristal·litzadors de les salines han estat protegits amb un sistema de dics per evitar aquestes inundacions.

## Flora
Les zones més elevades, anomenades localment tores, estan formades per dunes que presenten comunitats psammòfiles. Es tracta de diversos hàbitats d'interès comunitari de codis 2110, 2210 i 2230. Les parts més baixes les ocupen extenses comunitats halòfiles, destacant els salicornars herbacis i arbustius, jonqueres halòfiles amb espartinars i plantatge crassifoli i comunitats de limòniums (hàbitats d'interès comunitari de codis 1310, 1410 i 1320). També s'hi troben diferents matollars halòfils mediterranis (hàbitat d'interès comunitari, codi 1420) i comunitats halòfiles dels sòls d'humitat molt fluctuant (hàbitat d'interès comunitari prioritari, codi 1510). És especialment interessant la presència de la sosa de flor (Zygophyllum album), una petita mata de fulles suculentes extremadament rara a Europa. Gran part de la punta de la Banya es troba recoberta de plans costaners arenosos o llimosos, sovint recoberts de mantells microbians en forma de crostes (hàbitat d'interès comunitari, codi 1140). Els mantells (o tapissos) microbians són comunitats estratificades verticalment de microorganismes, que poden considerar-se homòlogues a les formacions organo-sedimentàries anomenades estromatòlits, que són els fòssils més antics coneguts, amb més de 3.500 milions d'anys i que es poden considerar els pioners en l'estructuració de comunitats biòtiques. Aquesta zona també inclou unes 95 ha de la badia, amb interessants alguers d'algueró (Cymodocea nodosa).

## Fauna
Pel que fa a la fauna, la punta de la Banya té importància mundial per la nidificació de la gavina corsa (Larus audouinii), ja que hi cria el 60 per cent de la població mundial. També hi cria el gavià fosc (L. fuscus), que amb un centenar de parelles té aquí l'única colònia de cria del Mediterrani i el xatrac becllarg (Thalasseus sandvicensis). Altres espècies d'interès que hi crien són el flamenc (Phoenicopterus roseus), la gavina capblanca (Chroicocephalus genei), el gavià argentat (L.aregentatus), el xatrac comú (Sterna hirundo), el xatrac menut (Sternula albifrons), el corriol camanegre (Charadrius alexandrinus), la gamba roja (Tringa totanus), el bec d'alena (Recurvirostra avosetta), la garsa de mar (Haematopus ostralegus) i l'ànec blanc (Tadorna tadorna). A banda dels ocells nidificants és una zona de pas i hivernada de limícoles com el territ becllarg (Calidris ferruginea), el territ variant (C. alpina), el territ menut (C. minuta), el territ tresdits (C. alba), el corriol camanegre (Charadrius alexandrinus), el corriol gros (Ch. hiaticula) i el pigre gris (Pluvialis squatarola). També s'hi agrupen els anàtids com l'ànec collverd (Anas platyrhynchos), el xarxet (A. crecca), l'ànec cuallarg (A. acuta), el cullerot (A. clypeata), l'ànec xiulador (A. penelope), el xibec cap-roig (Netta rufina) i el griset (Anas strepera). Pel que fa als peixos, destaca una important població de fartet (Aphanius iberus), tant a la badia com als calentadors de les salines. Finalment, hi ha algunes espècies de rèptils dignes de remarcar. La tortuga de terra (Testudo hermanni hermanni) hi ha estat introduïda entre els anys 1987 i 1988 i, posteriorment, entre els anys 1990 i 1993, a partir d'exemplars que el Parc natural havia començat a recuperar i reproduir en captivitat. Des de l'any 1991 se’n fa un seguiment per valorar el seu grau d'adaptació al medi que, de moment, és altament satisfactori i ja es reprodueixen en llibertat. Altres espècies són el sargantaner gros (Psammodromus algirus) i el sargantaner petit (P. hispanicus), que hi manté l'única població del Delta.

## Protecció
Com a factors que influencien l'espai, en destaquen les salines de la Trinitat, explotació activa actualment que presenta, a les seves cubetes de concentració de sal, ocells marins, limícoles i flamencs al llarg de l'any. L'espai resta amb accés restringit tot l'any.
Aquesta zona forma part de l'espai del PEIN "Delta de l'Ebre", del Parc Natural i de l'espai de la Xarxa Natura 2000 "Delta de l'Ebre". Així mateix, tota la punta de la Banya és reserva natural parcial des de l'any 1986.